# Fărcășești
Fărcăşeşti é uma comuna romena localizada no distrito de Gorj, na região de Oltênia. A comuna possui uma área de 84.06 km² e sua população era de 3597 habitantes segundo o censo de 2007.